# Nancy Astor

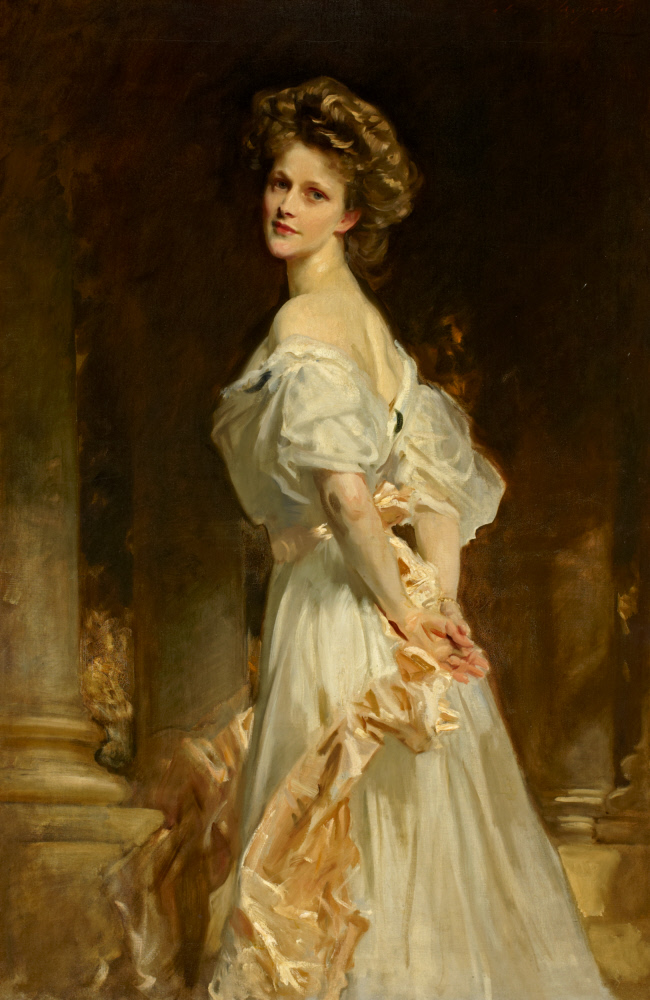
Porträtt av Nancy Astor av John Singer Sargent, 1909.

Nancy Witcher Astor, viscountessa Astor, CH, född 19 maj 1879 i Danville i Virginia, död 2 maj 1964 på Grimsthorpe Castle nära Bourne i Lincolnshire, var en brittisk politiker. Hon blev 1919 Storbritanniens första kvinnliga parlamentsledamot.

## Biografi
Astor föddes som Nancy Witcher Langhorne i Danville, Virginia i USA som dotter till järnvägsmiljonären Chriswell Langhorne. 1897 ingick hon äktenskap med Robert Gould Shaw. De skildes 1903, varpå Nancy Astor flyttade över till England, och 1906 gifte hon om sig med Waldorf Astor, 2:e viscount Astor. Hon var moster till inredningsarkitekten Nancy Lancaster.
Hon tillhörde den kategori kvinnor som blev kända som "amerikanska arvtagerskor", kvinnor som i slutet av 1800-talet gifte in sig i den brittiska adeln. Under den edvardianska eran tillhörde hon, vid sidan av Consuelo Montagu, Mary Curzon, Beatrice Forbes, Maud Cunard och Ava Lowle Willing, alla så kallade "amerikanska arvtagerskor", de tongivande stil- och modeikonerna inom den brittiska överklassen. 
Hon tog livligt del i sin mans politiska och sociala intressen, och när denne 1919 efterträdde fadern som medlem i överhuset, lät hon anmäla sig som kandidat till sin mans gamla underhusvalkrets, Plymouth. I november 1919 invaldes hon med stor majoritet i underhuset som konservativ kandidat, och blev därmed Englands första kvinnliga parlamentsledamot, som intog sin plats. Året innan hade Constance Markievicz blivit vald, men hon vägrade, i enlighet med sitt partis (Sinn Féin) hållning, att inta stolen i parlamentet. Nancy Astor satt i parlamentet mellan 1919 och 1945.